# Christiane Rochefort
Christiane Rochefort, född 17 juli 1917 i Paris, Frankrike, död 24 april 1998 i Le Pradet, Frankrike, var en fransk feministisk författare.

## Biografi
Rochefort föddes i ett vänsterdominerat arbetarklassområde. Hennes far deltog i de internationella brigaderna under spanska inbördeskriget. 
Rochefort arbetade som journalist och tillbringade femton år som pressattaché vid filmfestivalen i Cannes innan hon publicerade sin första roman, Le Repos du guerrier (Krigarens vila), 1958, som handlar om könsrollerna. Liksom flera av hennes senare romaner var, Le Repos du guerrier en bestseller. År 1962 låg den till grund för en populär film regisserad av Roger Vadim med Brigitte Bardot i en av huvudrollerna. Hennes romaner är uppdelade mellan socialrealistiska satirer om samtidens Frankrike och utopiska eller dystopiska fantasier, ofta med starka sexuella inslag.

## Utmärkelser
Rochefort vann Prix Médicis 1988.